# Holmenkollbacken

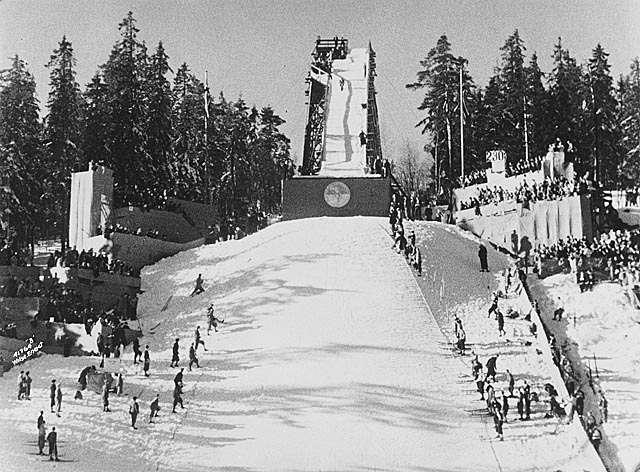
Holmenkollbacken 1934

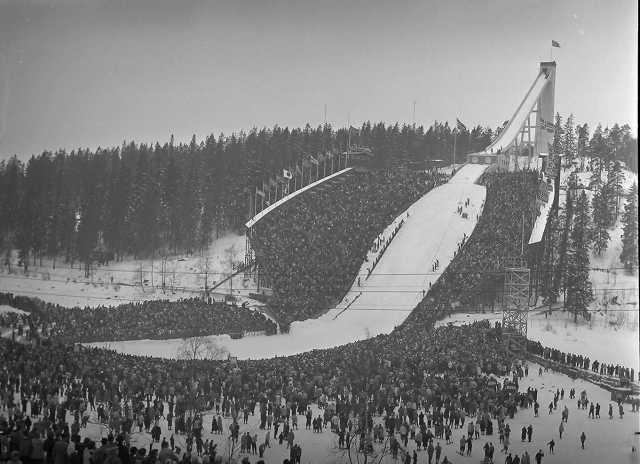
Holmenkollbacken 1952

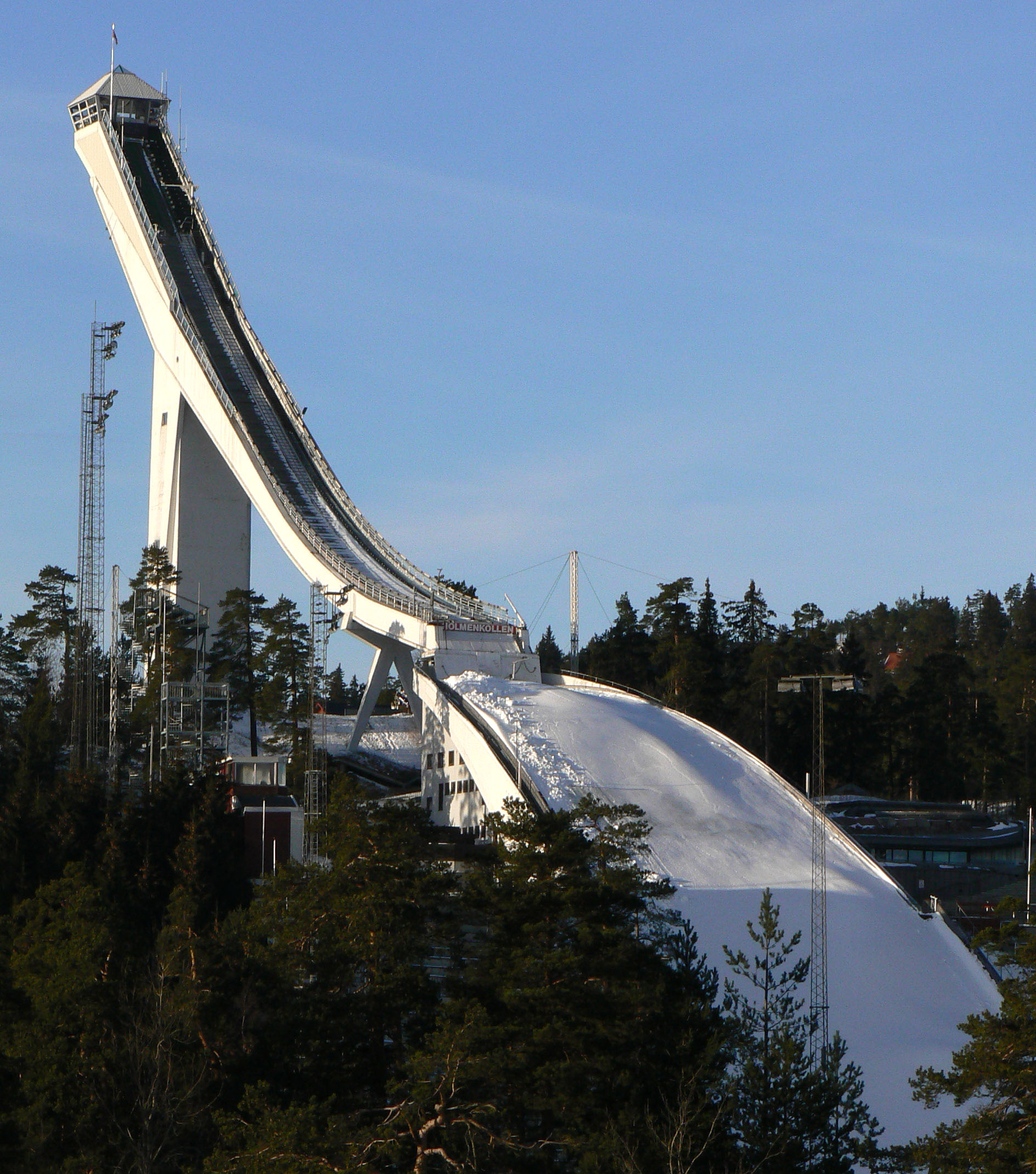
Holmenkollens backhoppningsbacke före 2008

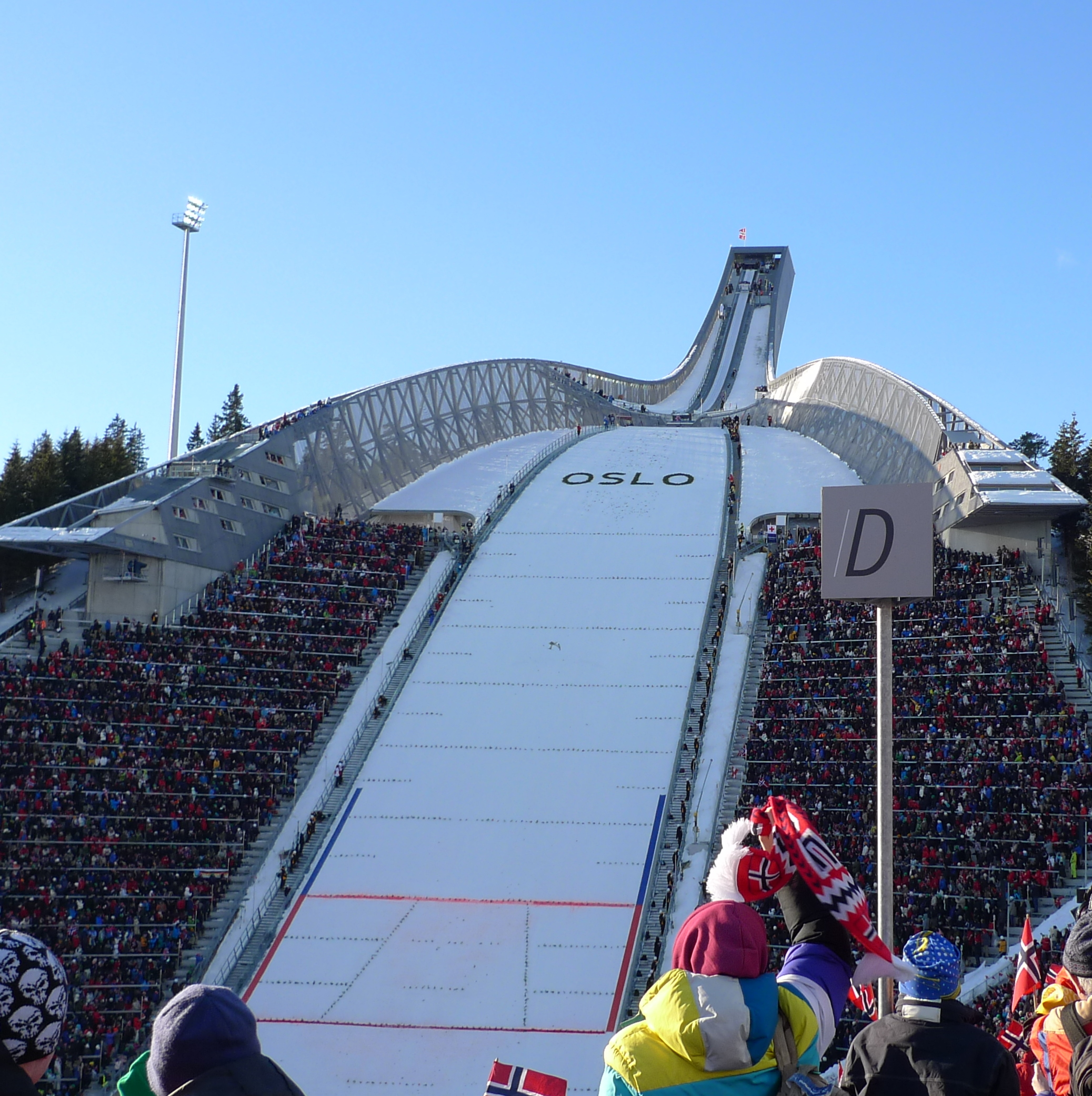
Holmenkolbacken under Skid-VM 2011
Foto: Maria Torvund

Holmenkollbacken är en hoppbacke i sportområdet Holmenkollen utanför Oslo. Holmenkollens hoppbacke är en av Norges mest besökta turistattraktioner. Ungefär 1 miljon besökare kommer till Holmenkollen varje år. Holmenkollens hoppbacke ligger på 371 meter över havet. Hoppbacken och de övriga anläggningarna förvaltas och drivs av Skiforeningen (eg. Foreningen til Ski-Idrettens Fremme).
Holmenkollen är en av världens mest kända hoppbackar, och också en av världens äldsta. 1892 hölls den första backhoppningstävlingen i Kollen, och Holmenkollen har sedan dess varit ett centrum för backhoppning.
Hoppbacken har byggts om 19 gånger. Eftersom backen inte uppfyllde internationella krav revs den 2008 och en ny hoppbacke uppfördes inför Skid-VM 2011. Den nya backen invigdes den 3 mars 2010. Kraven på hoppbackar hade utvecklats sedan VM senast arrangerades i Holmenkollen. Stora backen hade dessutom länge haft problem med besvärliga sidovindar eftersom det saknats vindfång på sidorna. För att få arrangera VM var ett sådant nödvändigt och därför fick överbacken i stora backen lov att rivas och ersättas med en ny.
Backen är i dag en K120-backe, backstorlek = HS134, konstruerad av belgisk-danska arkitektfirman JDS Architects. Backen ägs av Oslo kommun. Officiella backrekordet är 141 meter och noterades av österrikiske Andreas Kofler 5 mars 2011. Anders Jacobsen hoppade 142,5 meter under norska mästerskapen i stora backen 8 mars 2011. Backrekordet för damer, 128 meter, noterades före sista ombyggnaden av Anette Sagen 12 mars 2005. Sedan dess har rekordet slagits med 137,5 m av Sara Takanashi år 2016.
Sista världscuptävlingen i "gamla" Holmenkollen, 9 mars 2008 vanns av Gregor Schlierenzauer, Österrike, före norrmännen Tom Hilde och Bjørn Einar Romøren. Första världscuptävlingen i nya backen, 14 mars 2010, vanns av Simon Ammann, Schweiz före publikfavoriten Adam Małysz, Polen och Andreas Kofler, Österrike.
Sven Selånger (Sverige) var första utlänning att vinna i hoppbacken (1939). 
Kronprins Olav deltog i backhoppningstävlingen 1922 och 1923.

### Fotnoter
1. ↑  ”Backhoppardam invigde nya Holmenkollen”. SVT Sport. 3 mars 2010. https://www.svt.se/sport/artikel/backhoppardam-invigde-nya-holmenkollen. Läst 2 maj 2019.
2. ↑  Berkutschi, Sara Takanashi